# Пољаци у Србији
Пољаци у Србији су грађани Србије пољске етничке припадности.
У Србији живи око 1000 пољских грађана. Поред Београда већи број налази их се у Нишу, Новом Саду. Краљеву, Врњачкој Бањи и Суботици. Једина група староседелаца пореклом из Висле насељена око половине деветнаестог века, налази се у селу Остојићево у АП Војводини.
Постоје документи да су пољски официри учествовали у Првом српском устанку (1804-1813). У другој половини деветанаестог века у Србију долази око двадесетак пољских лекара који су дали значајан допринос у развоју медицине.
У периоду између два светска рата деловала је лига Југославија-Пољска, чији је циљ био економска и културна сарадња са Пољском. Она је окупљала малобројне југословенске Пољаке у своме седишту у Узун Мирковој улици бр. 5 у Београду, нарочито приликом националних и католичких празника. Лига је веома помогла пољским војницима и цивилима, који су у јесен 1939. године из Румуније преко Југославије бежали на Запад.
По завршетка Другог светског рата у Србију је дошло, неколико десетина Пољакиња са својим мужевима, које су упознале на принудним радовима у логорима у Немачкој.